# Sannar (miasto)
Sannar, Sennar, Sinnār – miasto we wschodnim Sudanie, nad Nilem Błękitnym, stolica stanu Sannar.
- Liczba mieszkańców: 143 006 w 2008; 72 187 w 1993; 42 803 w 1883[1]; ok. 10 tys. w 1976[2]

W pobliżu Sannar znajduje się zbiornik zaporowy z elektrownią wodną, służący do nawadniania pobliskich terenów rolniczych.